# Biserica de lemn Sfinții Arhangheli din Sub Pădure

Biserica de lemn Sfinţii Arhangheli din Sub Pădure, judeţul Mureş. Foto: 1980-1987

Absida altarului. Foto: 1980-1987

Biserica de lemn Sfinții Arhangheli din Sub Pădure figurează încă pe noua listă a monumentelor istorice sub codul  MS-II-m-A-16034 deși aceasta nu a mai putut fi salvată și restaurată în situ. Recuperându-se prea puține elemente din vechea biserică, utilizându-se materiale noi, a fost reconstruită la Târgu-Mureș, fiind sfințită în anul 2001.

## Istoric și trăsături
Adusă conform tradiției din localitatea Laslăul Mare, biserica a fost folosită de comunitatea ortodoxă după ce vechiul lăcaș de cult cu hramul Sf. Arhanghel Mihail a fost atribuit minorității unite în urma conscripției generalului Buccow.
Informații despre construirea bisericii în Sub Pădure le avem din inscripția ce se afla în proscomidie: "Cu vrerea Tatălui și cu ajutorul Fiului și cu săvârșirea Duhului sfânt s-au plătit această Sfăntă besearecă de robul lui Dumnezeu Hancu Constantin și fămeaea sa Sâia și feciorii lor Ion, Loghin, Vasilie, Gheorghe, Cătălina să le fie pomenire lor și la tot neamul lor, fiind paroh popa Ion și dascăl Vasilie frați fiind. Zugrav Ban Vasilie Porfirie de la Feisa, Sfârșit-au și lui Dumnezeu Laudă - 1789"
Aspectul bisericii era determinat de către forma planului. Acesta era dreptunghiular, cu absida altarului poligonală, cu cinci laturi, decroșată. Biserica nu avea turn-clopotniță amplasat peste acoperiș ci doar o clopotniță detașată. Această clopotniță a fost mutată, din vechea locație de pe dealul bisericii, în centrul satului alături de cea de-a doua biserică de lemn a satului, biserica de lemn Sf. Arhanghel Mihail.
Dimensiunile bisericii: lățimea - 4,3 m, lungimea pronaosului și naosului - 7,68 m, iar a laturilor absidei: 2,2 m (laturile de nord și sud), respectiv 1,09 m, 1,20 m și 2,1 m - relevă un edificiu de dimensiuni medii spre mici. Pereții naosului și pronaosului erau realizați din lemn de stejar în timp ce pereții absidei erau făcuți din lemn de brad. Spațiul interior, împărțit după rigorile cultului, era acoperit de o boltă semicilindrică comună.
Pictura interioară, realizată după tradiția scolii de la Feisa a împodobit întreaga biserică. Din programul iconografic ce se putea identifica înaintea dispariției lăcașului sunt amintite: în altar - viziunea patriarhului Petru, Sfânta Maria cu Arhanghelii Mihail și Gavriil, cete de îngeri sau Sfânta Treime. În naos și pronaos erau reprezentați Adam și Eva, prorocul Ilie cu carul de foc precum și sfinte mucenițe și mironosițe.
Reconstruirea edificiului, cu materiale noi, în curtea Brigăzii 2 de tancuri din Târgu-Mureș aduce aminte de vechea bisericuță, noul edificiu păstrând dimensiunile planului vechiului edificiu. Noua biserică, în plus are pereții din lemn de brad, este mult mai înaltă și are amplasat un turn-clopotniță deasupra pronaosului. 